# Agustín Álvarez
Agustín Álvarez Martínez (ur. 19 maja 2001 w San Bautista) – urugwajski piłkarz występujący na pozycji napastnika, reprezentant Urugwaju, od 2024 roku zawodnik hiszpańskiego Elche.